# Arthur Cecil Alport
Arthur Cecil Alport (även Cecil Arthur Alport), födda 25 januari 1880, död 17 april 1959, sydafrikafödd brittisk läkare.
Han studerade medicin vid Edinburghs universitet, där han tog sin examen 1905. 
1937 reste han på inrådan av Sir Alexander Fleming till Kairo där han blev professor i medicin vid Kairos universitet. Han blev chockad av den korruption och oärlighet han såg i egyptiska sjukhus och gick in för att reformera sjukvårdssystemet i Egypten. Trots att han åstadkom en del förändringar så var han själv inte övertygad om att han hade lyckats med det han föresatt sig, han började även känna sig sviken av sina kolleger, något som ledde till att han 1947 lämnade Royal College of Physicians of London.
Han har givit namn åt Alports syndrom.